# Химн на Ирак
„Мавтини“ (на арабски: موطني – „Моята родина“) е националният химн на Ирак от 2004 г., а преди това де факто е химн на Палестина.
Това е популярна поема, написана от палестинския поет Ибрахим Тукан през 1934 г. с музика, композирана от ливанския композитор Мохамед Флайфел. Откакто е съставено произведението, служи де факто за национален химн на Палестина до 1996 г., когато официално е приет сегашният палестински химн „Фидаи“.
През 2004 г. е приет за национален химн на Ирак по нареждане на ръководителя на временното коалиционно ръководство на Пол Бремер. Той заменя стария химн „Ардих Авроман“, който се използва при на Саддам Хюсеин от 1981 до 2004 г.

## Текст

### Оригинален текст
موطني موطني
الجلال والجمال والسناء والبهاء
في رباك في رباك
والحياة والنجاة والهناء والرجاء
في هواك في هواك
هل أراك هل أراك
سالما منعما و غانما مكرما
سالما منعما و غانما مكرما
هل أراك في علاك
تبلغ السماك تبلغ السماك
موطني موطني
موطني موطني
الشباب لن يكل همه أن تستقل
أو يبيد أو يبيد
نستقي الردى ولن نكون للعدى
كالعبيد كالعبيد
لا نريد لا نريد
ذلنا المؤبدا وعيشنا المنكدا
ذلنا المؤبدا وعيشنا المنكدا
لا نريد بل نعيد
مجدنا التليد مجدنا التليد
موطني موطني
موطني موطني
الحسام و اليراع لا للكلام والنزاع
رمزنا رمزنا
مجدنا و عهدنا وواجب الوفا
يهزنا يهزنا
عزنا عزنا
غاية تشرف و راية ترفرف
غاية تشرف و راية ترفرف
يا هناك في علاك
قاهرا عداك قاهرا عداك
موطني موطني

### Превод на български
Родината ми, родината ми
Слава и красота, великолепие и великолепие
В хълмовете ти са в хълмовете ти
Живот и освобождение, удоволствие и надежда
Те са във въздуха, те са във въздуха
Ще те видя ли, ще те видя ли?
Безопасно утешен и победоносно почитан
Безопасно утешен и победоносно почитан
Ще ви видя ли във ваше високопреосвещенство?
Достигайки до звездите, достигайки до звездите
Моята родина, родината ми
Моята родина, моята родина
Младежът ще се уморя, "докато си независим
Или те умират, или да умрат
Ние ще пие от смъртта, и няма да бъде на враговете ни
като роби, като роби
ние не искаме, ние не искаме
Вечно унижение, нито нещастен живот
Вечно унижение или мизерен живот
Не искаме, но ще върнем
Нашата прекрасна слава, нашата прелестна слава
Моята родина, родината ми
Родината ми, родината ми
Мечът и писалката, а не разговорът, нито спорът
са нашите символи, нашите символи
Нашата слава и нашият завет и вярният дълг
ни движи, ни движи
Славата ни, славата ни
е почтена кауза и Знамето
с вълшебство е честна кауза и плаващ флаг
О, ето, във ваше високопреосвещенство
Победен над враговете си, побеждаващ над враговете
си Родината ми, родината ми